# Себар
Се́бар (фр. Sébar; умер в 892 или 900) — епископ Эврё (870—892/900).

## Биография
Себар возглавил епархию Эврё в первой половине 870 года, став здесь преемником скончавшегося епископа Гильдуина. Первое упоминание о Себаре как главе местной кафедры относится к 25 июня этого года, когда он принял участие в церковном соборе в Аттиньи. На нём он засвидетельствовал своей подписью покаянное послание епископа Лана Гинкмара Младшего, обращённое к королю Западно-Франкского государства Карлу II Лысому и архиепископу Гинкмару Реймсскому.
16 ноября 872 года Себар вместе со своим митрополитом, архиепископом Руана Рикульфом, участвовал в торжественном перенесении мощей святого Никасия в Гани, а на следующий день подписал дарственную хартию, данную Рикульфом аббатству Святого Уэна.
О дальнейшей судьбе Себара сведения в современных ему исторических источниках отсутствуют. Позднейшие церковные предания сообщают, что в 892 году епископ Эврё перенёс мощи святого Таурина в Лезу. В «Истории первых герцогов Нормандии» Дудо Сен-Кантенского, написанной в первой половине XI века, содержится сообщение о том, что во время одной из осад Парижа предводитель норманнов Роллон посылал воинов к Эврё, дав им поручение схватить Себара, активно противившегося нападениям язычников на территорию своей епархии. Викинги захватили город, но епископу удалось от них скрыться. В отместку за его бегство норманны полностью разорили Эврё и его окрестности, а также многие другие земли будущей Нормандии. Текст Дудо не содержит сведений о дате этого события. Последующие средневековые историки, заимствовавшие эти сведения, считали, что это произошло в 892 или 893 году. Однако упоминание Дудо Сен-Кантенским осады норманнами Парижа, которую историки идентифицируют с осадой 880-х годов, позволяет датировать взятие Эврё также и 886 годом.
Дата смерти Себара неизвестна. Предполагается, что это событие могло произойти в 892 или 900 году. Преемником Себара на кафедре Эврё стал епископ Сердегер.